# CE-jelölés

CE logó

A CE jelölés (a korábbi EC jelölés) az Európai Gazdasági Térségben bizonyos értékesített termékek kötelező megfelelőségi jelölése 1993 óta. A jelölés azt hivatott jelezni, hogy a termék a rá vonatkozó előírásoknak megfelel és szabadon forgalmazható az EGT belső piacán. A jelölés magában foglalja a CE logót és adott esetben egy kapcsolódó négyjegyű számot, amivel az akkreditált szervezeteket lehet azonosítani.

## Méretei
A jelnek legalább 5 mm magasnak kell lennie (kivéve kis méretű gépek, berendezések esetén). Ha a terméken magán nem lehet (pl. folyadékokon), akkor a csomagoláson kell elhelyezni.
A logót nem lehet a „CE” betűkkel helyettesíteni.

## CE jelzés feltételei
A CE jelzés alkalmazásának feltételeit a 93/68 1993. július 22-i Európai Bizottsági direktíva tartalmazza.
A gyártó feladata, hogy elvégezze az értékelést, elkészítse a műszaki dokumentációt, kiadja a CE-megfelelőségi nyilatkozatot, és ellássa a terméket a CE-jelöléssel. A jelölés jogszerű alkalmazását a nemzeti piacfelügyeleti vagy fogyasztóvédelmi hatóságok ellenőrzik.
Sok terméknél fontos, hogy legyen egy kézikönyv a biztonságos használathoz. Vannak, amelyek speciálisan szervizek részére készülnek. Egyszerű fogyasztók számára elegendő az ún. használati utasítás. Ennek tartalmazni kell a használat során felmerülő lehetséges veszélyforrásokat. A nem megfelelő használatból eredő veszélyekre is utalnia kell. A gyártónak tekintettel kell lenni a felhasználó ismereteire, tudására, és ennek megfelelően fogalmazza meg a figyelmeztetéseket. A használati utasítás mindig egyféle felhasználó számára készül.
A használati utasítás lehetséges felépítése:
- címlap, termék neve, kódja, típusa, fotója
- műszaki specifikáció, bizonylatok (megfelelőségi nyilatkozat)
- más dokumentekhez történő kapcsolódás
- tartalma, képek jegyzéke, jelölések, mellékletek
- bevezetés: a használati utasítás kezelése
- általános biztonsági előírások
- a termék leírása, összeállítása
- összeszerelés, felállítás, beállítások
- karbantartás, karbantartási ütemterv
- tárolás, szállítás
- meghibásodás, javítás
- tartozékok, külön elemek
- hulladékmentesítés, környezet
- tárgymutató
- szójegyzék

A CE jelzés használatán túl a magyar fogyasztóvédelmi előírások (1997. évi CLV. törvény) további előírásokat tartalmaznak az értékesítésre, csomagolásra, mérésre, árra, panaszok intézésére, szavatossági és jótállási adatokra, ill. a szolgáltatás nyújtásának feltételeire.
További magyar törvények vonatkoznak a használati utasítás használatának előírásáról, ill. más jellegű tájékoztatás, oktatás eseteiről.

## Visszaélések

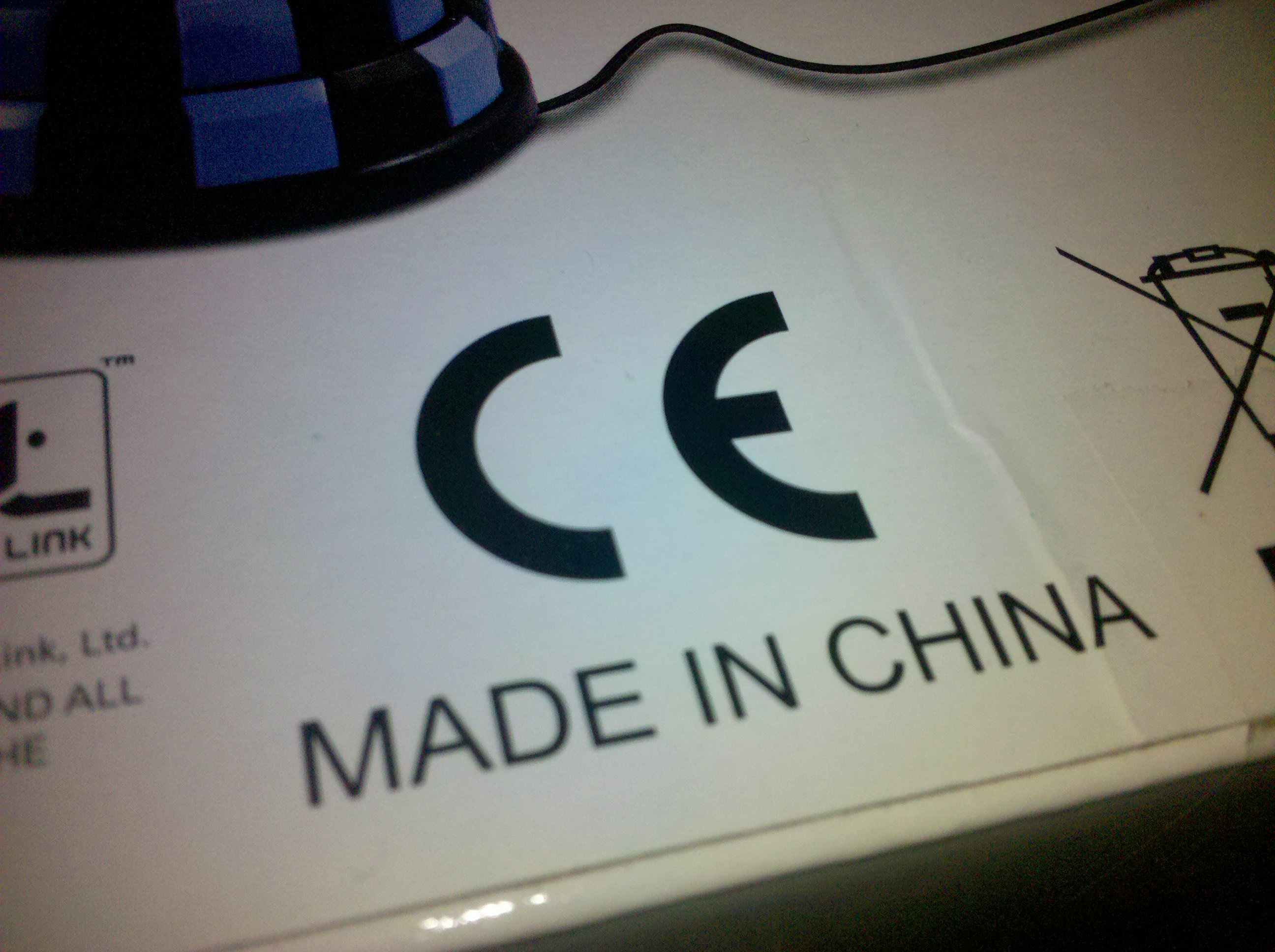
A valós CE jelölés és a „Made in China” szöveg egymáshoz közeli elhelyezése a leggyakoribb manapság

Az Európai Bizottság tudatában van annak, hogy más jelölésekhez hasonlóan a CE jelöléssel is visszaélnek. Olyan termékeken is elhelyezik, amelyek nem teljesítik a vonatkozó feltételeket és követelményeket. Egy esetben például azt jelentették, hogy a kínai gyártók is benyújtották jól megtervezett elektromos termékeikhez a megfelelőség igazolásához szükséges vizsgálati jegyzőkönyveket, de a gyártás során a nem alapvető összetevők kihagyásával csökkentették a termelési költségeket. 27 elektromos töltő vizsgálata során megállapították, hogy nyolc darab, a CE jelölést törvényesen használó termék megfelelt az előírásoknak. A többi 19 töltő nem teljesítette az előírásokat, és a felhasználókra potenciálisan veszélyt, tűzveszélyt is jelentett.
Vannak olyan esetek is, amikor a termék ugyan megfelelne a vonatkozó előírásoknak, de a CE jelölés mérete, formája és arányai nem szabályosak.

### China Export

A különbség a CE logó és az állítólagos „China Export” jel között

Felmerült a gyanú, hogy a CE jelöléshez nagyon hasonló jelölést alkalmaznak egyes kínai export árukon, ami 2008-ban az Európai Parlamentig jutott. Ez az Európai Bizottság szerint tévhit, ilyen jelölésről nem volt tudomásuk. Ez a CE jelölés helytelen ábrázolásából adódhatott, ugyanakkor kezdeményezték a jelölés közösségi védjegyként való bejegyzését és tárgyalásokat folytattak a kínai hatóságokkal az európai normák biztosítása érdekében.

## Jogszabályok
- A Tanács 93/68/EGK irányelve (1993. július 22.) a 87/404/EGK (egyszerű nyomástartó edény), 88/378/EGK (játékok biztonsága), 89/106/EGK (építési termékek), 89/336/EGK (elektromágneses összeférhetőség), 89/392/EGK (gépek), 89/686/EGK (egyéni védőeszközök), 90/384/EGK (nem automatikus működésű mérlegek), 90/385/EGK (aktív beültethető orvostechnikai eszközök), 90/396/EGK (gázüzemű berendezések), 91/263/EGK (távközlési végberendezések), 92/42/EGK (folyékony vagy gáznemű tüzelőanyaggal működő új melegvízkazánok) és 73/23/EGK (meghatározott feszültséghatáron belüli használatra tervezett villamossági berendezések) irányelv módosításáról
- Az irányelvet átültető magyarországi jogszabályok